# Enrique Carbajal González
Enrique Carbajal González, bekannt unter dem Künstlerpseudonym Sebastián, (* 16. November 1947 in Carmago-Stadt, Chihuahua) ist ein mexikanischer Bildhauer, Maler und Designer.

## Leben
1985 wurde er Mitglied der Academia de Artes. Zudem ist er Mitglied im Vorstand des World Arts Forums in Genf und im beratenden Ausschuss des Consejo Nacional para la Cultura y las Artes (CONACULTA). Von 1994 bis 1996 wurde er in seiner Arbeit durch das Sistema Nacional de Creadores de Arte unterstützt. Hauptberuflich forscht er an der Universidad Nacional Autónoma de México (UNAM).
Seine Arbeiten hat er seit 1968 weltweit in über 120 Einzelausstellungen präsentiert. Bei der Kunst-Triennale in Kairo ist er seit 1994 dauerhafter Ehrengast.

## Galerie

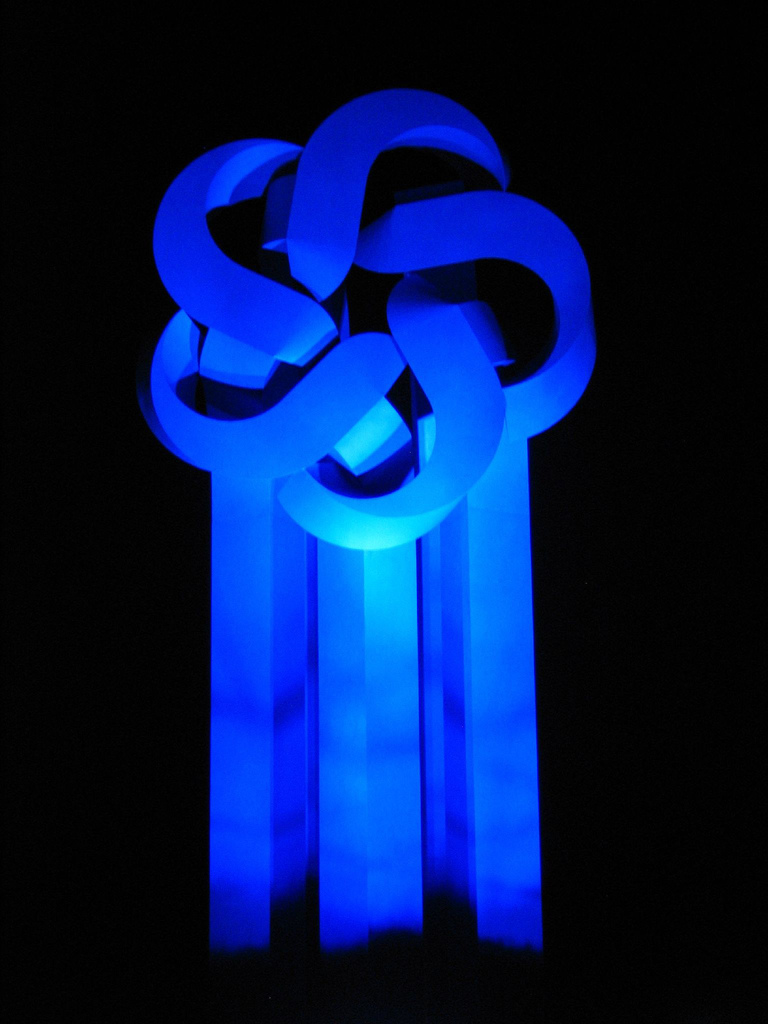
Fonatur Mexiko
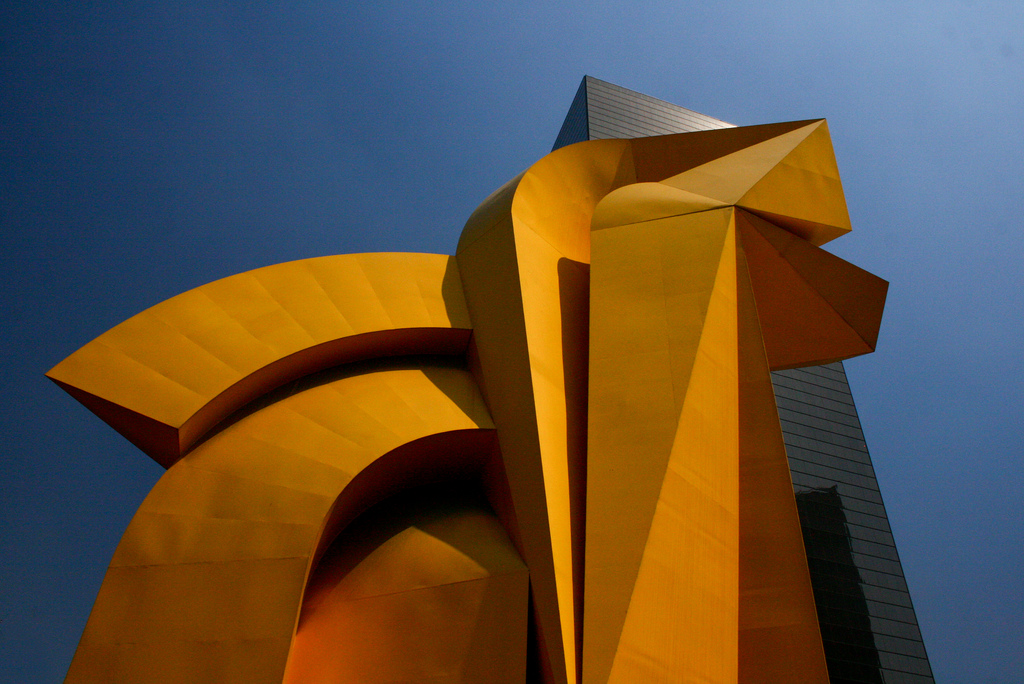
Cabeza de Caballo Mexiko
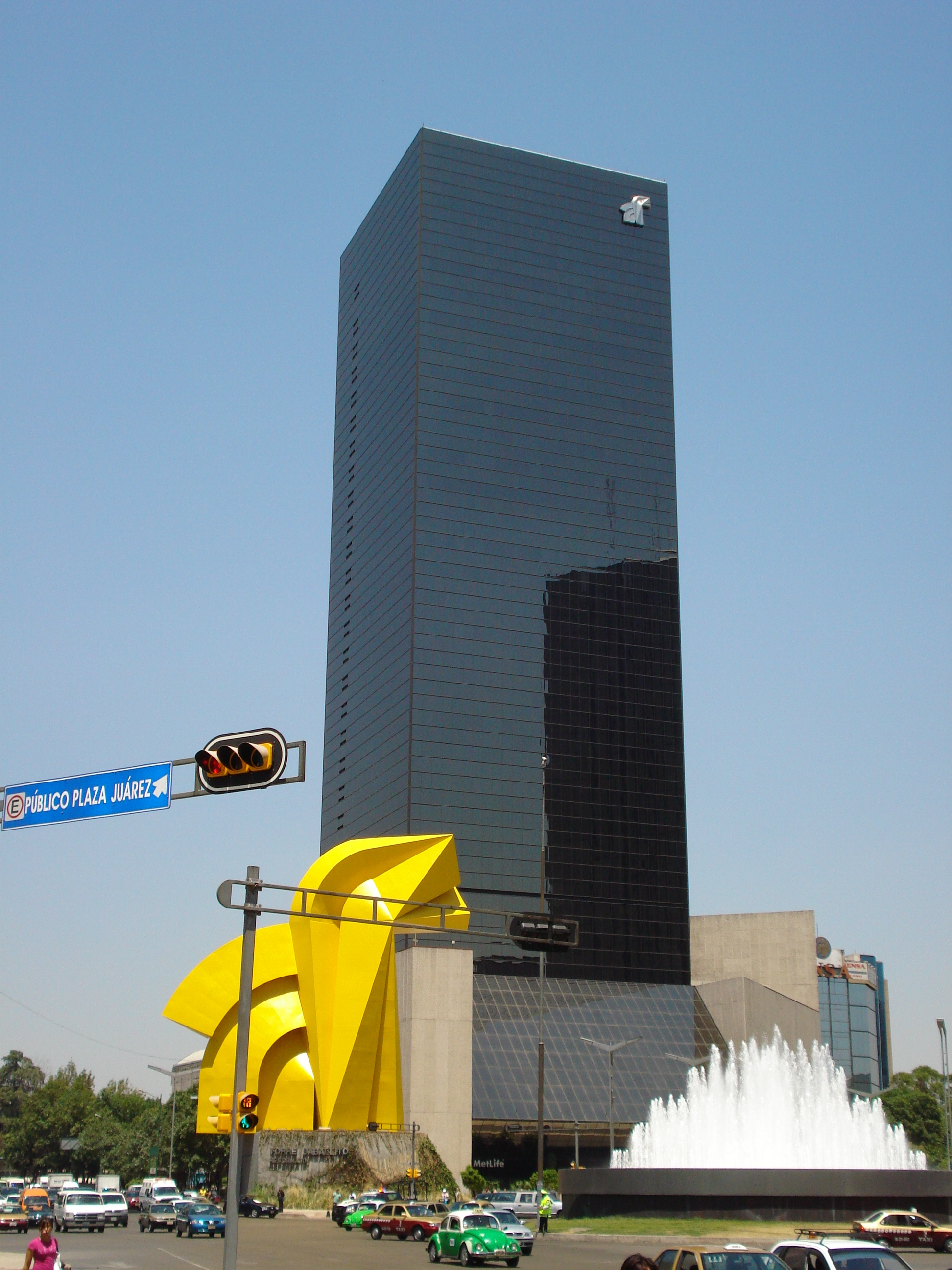
Cabeza de Caballo Mexiko
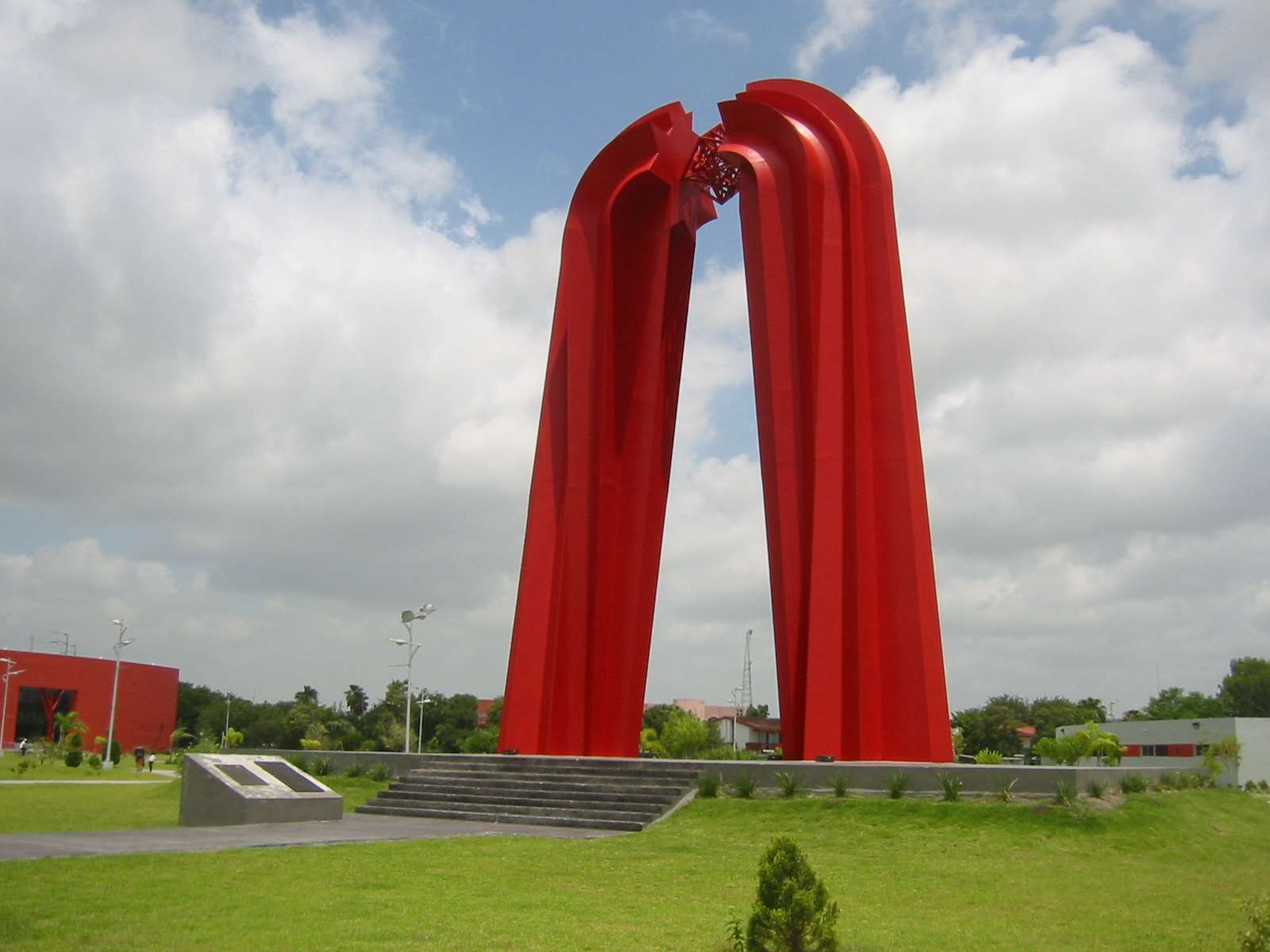
Gran Puerta de México Mexiko
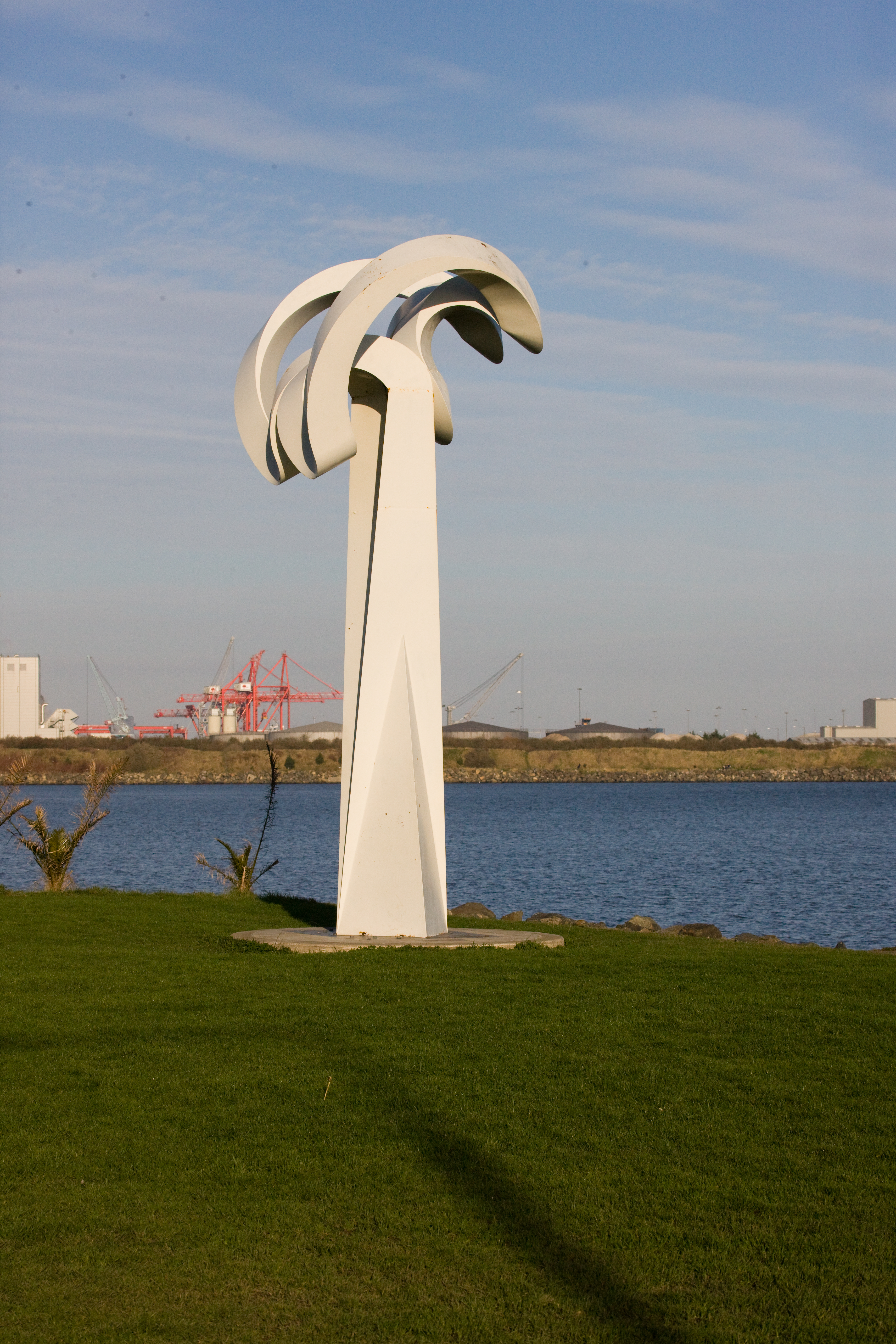
Awaiting the Mariner Dublin

## Auszeichnungen
- 1965: 1. Preis beim Jahreswettbewerb der Escuela Nacional de Artes Plásticas (siehe unter Academia de San Carlos) der UNAM, Mexiko
- 1974: 1. Preis bei der 1. Kunst-Biennale in Morelia, Mexico
- 1981: 1. Preis beim nationalen Bildhauerwettbewerb, Mexiko
- 1984: Jury-Preis bei der internationalen Grafik-Bienniale, Norwegen
- 1985: Tomás-Valle-Vivar-Preis in der Kategorie „Kunst“, Mexiko
- 1987: Höchstpreis für Bildhauerei beim Henry-Moore-Gedächtniswettbewerb des Hakone Open-Air Museums, Japan
- 1990:
  - Bronze-Preis für Bildhauerei der Ashi Broadcasting Corporation (ABC), Osaka, Japan
  - Bronze-Preis bei der internationalen Triennale für Malerei, Osaka, Japan
- 1992:
  - Sol Caracol-Preis des Instituto Superior de Arquitectura y Diseño der Universidad de Chihuahua, Mexiko
  - Jury-Preis bei der internationalen Grafik-Trienniale, Norwegen
  - Großer Preis in Gold ORC-City-Wettbewerb, Osaka, Japan
  - Silber-Preis bei der Osaka Triennale '92, Japan
- 1993: Mainichi-Broadcasting-System-Preis bei der internationalen Triennale der Kunstmalerei in Osaka, Japan
- 1995:
  - Kinki-Nippon-Tetsudō-Preis bei der Bildhauerei-Triennale in Osaka, Japan.
  - Sonderpreis beim Bildhauerwettbewerb für eine Skulptur im Sportzentrum von Kadoma, Japan
- 1997: Moquette-awards, The Fifth Kajima Sculpture Contest. Tokio, Japan.
- 1998: Kinki Nippon Tetsudō-Preis bei der Bildhauer-Triennale in Osaka, Japan